# Jan Tataj

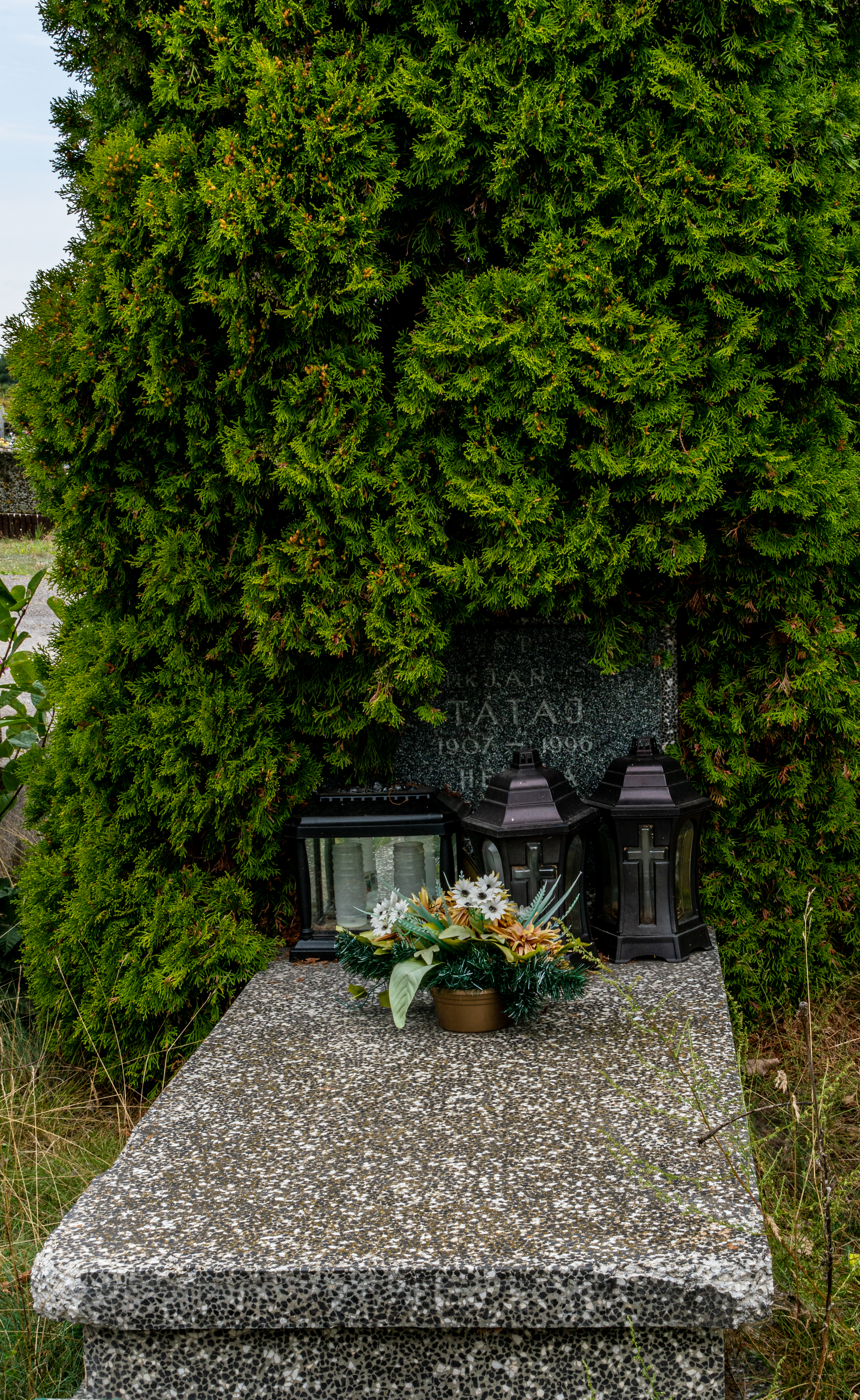
Grób Jana Tataja na cmentarzu Komunalnym Północnym w Warszawie

Jan Tataj (ur. 14 czerwca 1907 w Warszawie, zm. 26 września 1996 w Warszawie) – podpułkownik, oficer aparatu bezpieczeństwa PRL.

## Życiorys
Był synem Filipa i Marii Tatajów. Członek Polskiej Partii Robotniczej i Polskiej Zjednoczonej Partii Robotniczej. Kierownik Sekcji „A” Wydziału II Samodzielnego MBP, szef Wojewódzkiego Urzędu Bezpieczeństwa Publicznego w Kielcach następnie WUBP w Lublinie. Nadzorował początkowy etap operacji „Cezary”, która doprowadziła do rozbicia resztek antykomunistycznego podziemia. Brał udział w operacji osaczenia i ujęcia Zdzisława Brońskiego Uskoka prowadząc z nim pertraktacje poprzez właz bunkra. W latach 1947–1949 dyrektor Departamentu III Ministerstwa Bezpieczeństwa Publicznego. Po 1949 zwolniony ze służby. W 1953 skazany na karę 15 lat więzienia.
W 1947 odznaczony Złotym Krzyżem Zasługi. Został pochowany na Cmentarzu Północnym w Warszawie.